# Viburnum triphyllum
Viburnum triphyllum är en desmeknoppsväxtart som beskrevs av George Bentham. Viburnum triphyllum ingår i släktet olvonsläktet, och familjen desmeknoppsväxter.

## Underarter
Arten delas in i följande underarter:
- V. t. lanceolatum
- V. t. microphyllum